# مارسچیانو
مارسچیانو (به ایتالیایی: Marsciano) یک کومونه در ایتالیا است که در استان پروجا واقع شده‌است.

## خصوصیات
مارسچیانو ۱۶۱٫۶ کیلومترمربع مساحت و ۱۸٬۷۷۰ نفر جمعیت دارد و ۱۸۴ متر بالاتر از سطح دریا واقع شده‌است.

## خواهرخوانده
شهرهای Orosei و ترامبله آنفرانس خواهرخوانده‌های مارسچیانو هستند.